# Camporosso
Camporosso est une commune de la province d'Imperia dans la région Ligurie en Italie.

## Géographie
La commune fait partie de la Communauté de montagne Intemelia. Elle se trouve à environ 50 km d’Imperia.
La ville a reçu en 2006 le Pavillon bleu d'Europe pour la qualité de ses plages.

## Histoire
Le toponyme Camporosso dérive du latin Campus Rubeus ayant trait aux massifs de lauriers-roses le long des rives de la Nervia. L’origine du nom peut aussi avoir un rapport avec la couleur légèrement rouge du terrain.
De la période romaine subsistent aujourd’hui une stèle funéraire et des vestiges de l’aqueduc qui alimentait Albintimilium, l’actuelle Vintimille, des eaux du torrent Seborrino.
L’histoire de Comporosso suit pratiquement celle de Vintimille bien que son territoire se trouve à la frontière de Dolceacqua appartenant à la famille génoise des Doria et ennemis des comtes de Vintimille. La proximité de Vintimille entraîna de fréquentes batailles sanglantes suivies d’occupations militaires de chacun des deux camps. Camporosso existe, en tant que commune autonome, à partir du 15 septembre 1025.
En 1686, grâce à la république de Gênes, Camporosso se détache de Vintimille en formant la « Magnifica Comunità degli Otto Luoghi » (la Magnifique Communauté des Huit Villes) comprenant Bordighera, Borghetto Santo Spirito, San Biagio della Cima, Sasso, Soldano, Vallebona et Vallecrosia.
À la chute de la république de Gênes, à la suite de l’invasion française des troupes de Napoléon Bonaparte (1797), les huit communes deviennent indépendantes et font partie de la « Giurisdizione delle Palme » (juridiction des Palmes) avec Sanremo comme capitale. Elles appartiendront ensuite au royaume de Sardaigne, puis au royaume d'Italie en 1861.

## Patrimoine

### Églises et chapelles
- Église paroissiale de San Marco Evangelista. Elle fut construite au XVe siècle et agrandie au XVIIIe siècle.  À l’intérieur, on trouve des œuvres comme le retable de San Marco Evangelista du peintre Stefano Adrechi, considéré comme une des œuvres de la Ligurie la plus significative de la première moitié du XVIe siècle.
- Église de San Pietro qui remonte au XIe siècle. Elle se trouve dans le cimetière de Camporosso et réunit des fresques du XVe au XVIIe siècle.
- Chapelle des Bianchi du XVIe siècle.
- Chapelle des Neri du XVIIe siècle.

### Nature
- Parc animalier de Nervia

## Culture

### Événements
- Randonnée VTT dans la montagne (Raduno delle Mountain Bike), en mai.
- "L'Oleandro" Prix de poésie en ligure dialectal et de photographie, l’avant-dernier dimanche de juin.
- une foire le dernier samedi de juillet
- L'Aiga d'a Roca, une course pédestre

### Fêtes
- Fête de San Sebastiano, patron de la commune, le 23 janvier. Au cours de la fête, les membres de la Confrérie portent à travers les rues un grand laurier couvert d'hosties peintes qui sont ensuite données aux habitants: c'est pour rappeler Saint Sébastien, secouru par an ange qui lui apporta l'hostie consacrée dans sa cellule.
- Fête du Saint Père, le second dimanche de septembre. C’est une fête en l’honneur de Giovanni Croese, très aimé des habitants qui ont élevé une statue en son honneur, en 1937. Sous son nom de religion, Frère Francesco Maria, il fut canonisé en 1962 par le pape Jean XXIII. Sa maison natale a été conservée avec un petit autel et un musée.
- Fête de l’Adoration le troisième dimanche de septembre en même temps que la Sagra dei Barbagiuai.

## Économie
L’économie de Camporosso repose essentiellement sur l’activité agricole. Au cours du XIXe siècle, les olives et l’huile d’olive sont la source des revenus de nombreuses familles et contribuent à la prospérité de Camporosso.

## Gastronomie
- i Barbagiuai : ravioli frits avec, à l’intérieur des courgettes avec du fromage et des herbes aromatiques
- i Bane : des petites tartelettes avec des noisettes.

## Transports et voies de communication

### Routes et autoroutes
Camporosso est traversée par la route 64 qui relie Vallecrosia à Castel Vittorio. Il n’y a pas d’autoroutes qui accèdent directement à la commune. C’est la raison pour laquelle les péages de Bordighera, au nord, et de Vintimille, au sud, sur l’autoroute A10 sont les sorties conseillées pour accéder à Camporosso.

## Administration
| Période                                  | Période  | Identité       | Étiquette | Qualité |
| ---------------------------------------- | -------- | -------------- | --------- | ------- |
| 14 juin 2004                             | En cours | Marco Bertaina |           |         |
| Les données manquantes sont à compléter. |          |                |           |         |

### Hameaux
Balloi - Brunetti - Ciaixe - Trinità 

### Communes limitrophes
Dolceacqua, San Biagio della Cima, Vallecrosia, Ventimiglia